# Сорняковая блошка
Сорняковая блошка (Altica oleracea) — вид жуков-листоедов (Chrysomelidae) из рода земляные блошки подсемейства козявок (Galerucinae). Транспалеарктический вид. Встречается от северной части Европы (Мурманская область) до степей, в том числе, Украина и Россия (включая Белгородскую область и Северный Кавказ).
Длина 4—5 мм. Зимует на стадии имаго в верхнем слое почвы или в подстилке. Жуки встречаются с апреля по октябрь. Кормовые растения: Epilobium sp., Oenothera sp., дербенник иволистный, горец птичий (Polygonum aviculare), щавель, бодяк, вереск, кровохлёбка, крупка, пастушья сумка. Ранее ошибочно указывался в качестве вредителя капусты, пшеницы, сахарной свеклы и винограда. Личинки скелетируют листья (взрослые жуки повреждают более крупные краевые листья).

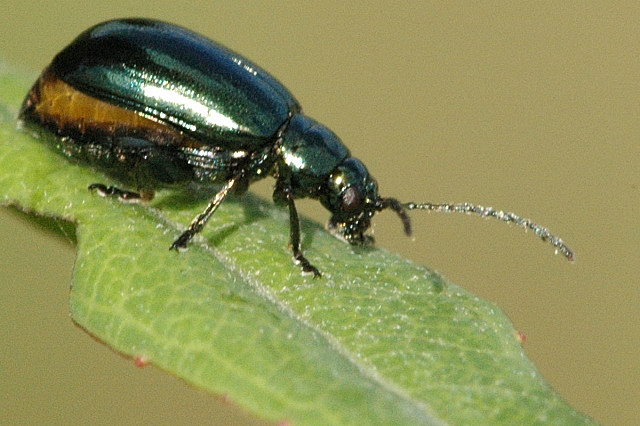
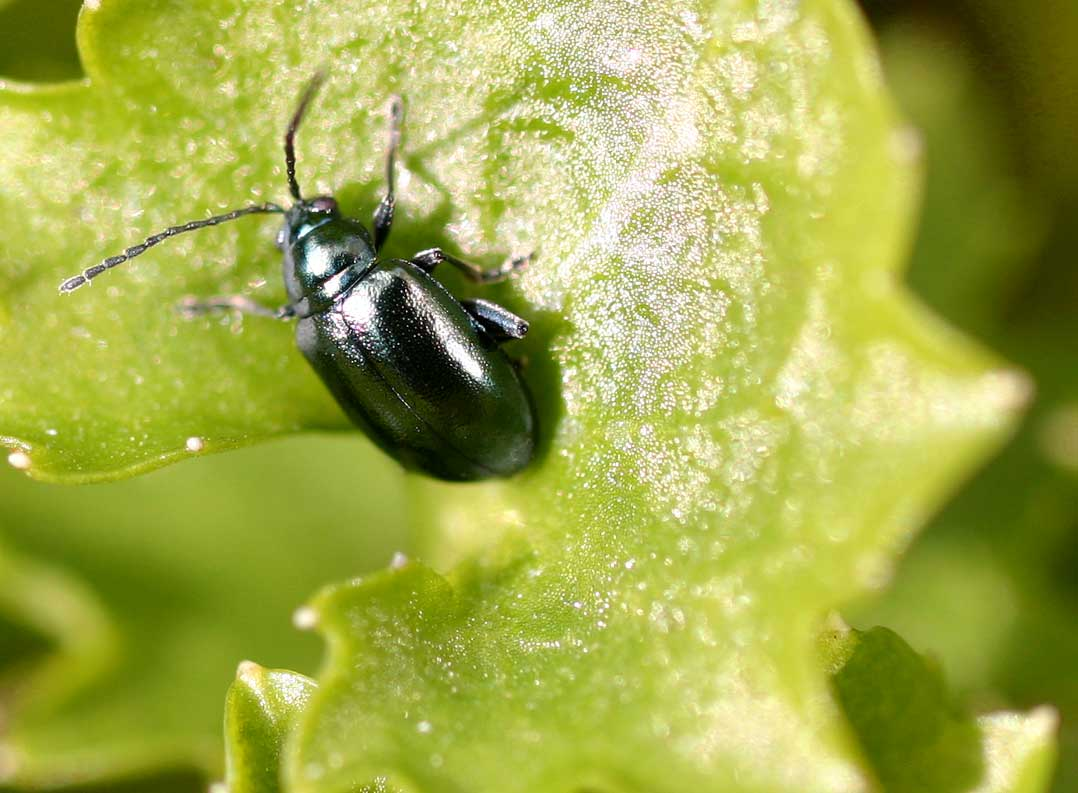
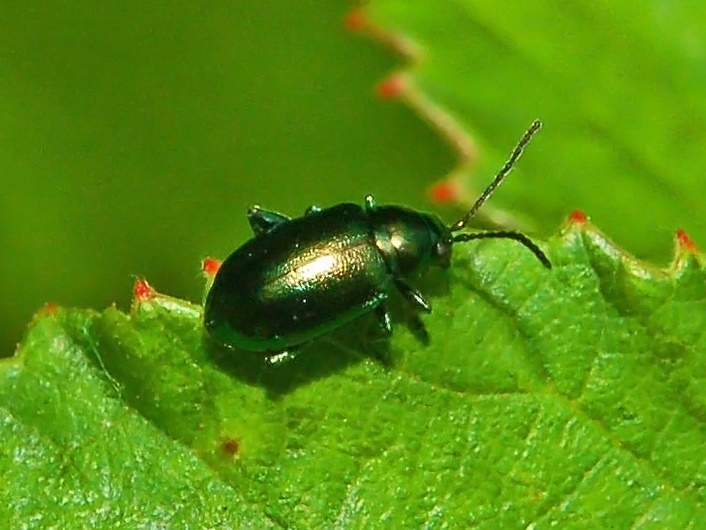